# 少鱗魮
少鱗魮（学名：Barbus paucisquamatus）為輻鰭魚綱鯉形目鯉科的其中一個種。該物種分布於非洲Loama河、Nyabarongo河與Luhoho河流域，體長可達24.8公分。

## 扩展阅读
維基物種上的相關：少鱗魮